# Alexander C. T. Geppert
Alexander Christian Tillmann Geppert (* 1970 in Mülheim an der Ruhr) ist ein deutsch-amerikanischer Historiker.

## Leben
Alexander Geppert studierte von 1991 bis 1997 als Stipendiat der Studienstiftung des deutschen Volkes Geschichtswissenschaft, Philosophie und Psychologie an der Universität Bielefeld, der Johns Hopkins University in Baltimore und der Georg-August-Universität in Göttingen. Nach dem Ph.D. (1997–2004) bei John Brewer am Department of History and Civilization des European University Institute in Florenz war er am Friedrich-Meinecke-Institut der Freien Universität Berlin tätig, zunächst als Wissenschaftlicher Mitarbeiter am Lehrstuhl für Zeitgeschichte, dann als Leiter der Emmy Noether-Forschergruppe „Die Zukunft in den Sternen: Europäischer Astrofuturismus und außerirdisches Leben im 20. Jahrhundert“ (2010–2016).
Seit 2015 ist er Associate Professor of History and European Studies und Global Network Associate Professor an der New York University und der NYU Shanghai und lehrt abwechselnd in New York City und in Shanghai. Von 2019 bis 2020 hatte der Weltraumhistoriker als erster Europäer den Charles A. Lindbergh Chair in Aerospace History am Smithsonian National Air and Space Museum in Washington, DC, inne. 2021 bis 2022 lehrte er als Eleanor Searle Visiting Professor in History am California Institute of Technology und der Huntington Library in Los Angeles. Geppert gilt als Begründer des Forschungsfeldes „Astrokultur.“
Längere Forschungsaufenthalte und Fellowships an der University of California, Berkeley (1998–1999), der École des hautes études en sciences sociales in Paris (1999), am Internationales Forschungszentrum Kulturwissenschaften (IFK) in Wien (2001–2002), am Kulturwissenschaftlichen Institut Essen (KWI) (2002–2005), den Deutschen Historischen Instituten in London und Paris (1999, 2000, 2009), am Minda de Gunzburg Center for European Studies der Harvard University (2007–2009), der University of Cambridge (2013, 2014), dem Smithsonian National Air and Space Museum (2014–2015), der NYU Florence in der Villa La Pietra (2018), am Center for Advanced Studies der Ludwig-Maximilians-Universität München (2019) sowie als Scholar-in-Residence am Deutschen Museum in München (2023–2024).
Seine Forschungsschwerpunkte umfassen moderne Europäische Sozial- und Kulturgeschichte, Wissenschafts- und Technikgeschichte, insbesondere Space History und europäische Astrokultur, Geschichte von Zeit und Zeitlichkeit, Stadt- und Ausstellungsgeschichte, Geschichte von Wundern und westlicher Esoterik sowie die Geschichte und Theorie der Geschichtsschreibung.

## Schriften (Auswahl)
- mit Luisa Passerini (Hrsg.): European Ego-Histoires. Historiography and the Self, 1970–2000. Athen 2001 (= Historein, Bd. 3).
- mit Andrea B. Braidt (Hrsg.): Orte des Okkulten. Wien 2003, ISBN 3-85132-364-5 (= Österreichische Zeitschrift für Geschichtswissenschaften, Bd. 14.4).
- mit Massimo Baioni (Hrsg.): Esposizioni in Europa tra Otto e Novecento: spazi, organizzazione, rappresentazioni. Mailand 2004 (= Memoria e Ricerca, Bd. 17).
- mit Uffa Jensen und Jörn Weinhold (Hrsg.): Ortsgespräche. Raum und Kommunikation im 19. und 20. Jahrhundert. Bielefeld 2005, ISBN 3-89942-312-7.
- Fleeting Cities. Imperial Expositions in Fin-de-Siècle Europe. Basingstoke 2010, 2. Aufl. 2013, ISBN 0-230-22164-5.
- mit Luisa Passerini (Hrsg.): New Dangerous Liaisons. Discourses on Europe and Love in the Twentieth Century. Oxford 2010, ISBN 978-1-84545-736-5.
- mit Till Kössler (Hrsg.): Wunder. Poetik und Politik des Staunens im 20. Jahrhundert. Berlin 2011, ISBN 3-518-29584-5.
- (Hrsg.): Imagining Outer Space. European Astroculture in the Twentieth Century. London 2012, 2. Aufl. 2018 (= European Astroculture, Bd. 1), ISBN 3-518-29584-5.
- (Hrsg.): Astroculture and Technoscience. London 2012 (= History and Technology, 28.3).
- mit Till Kössler (Hrsg.): Obsession der Gegenwart. Zeit im 20. Jahrhundert. Göttingen 2015 (= Geschichte und Gesellschaft. Sonderheft 25), ISBN 978-3-525-36425-3.
- mit Tilmann Siebeneichner (Hrsg.): Berliner Welträume im frühen 20. Jahrhundert. Baden-Baden 2017, ISSN 0040-117X (= Technikgeschichte, Bd. 84.4).
- (Hrsg.): Limiting Outer Space. Astroculture After Apollo. London 2018, 2. Aufl. 2020 (= European Astroculture, Bd. 2), ISBN 1-137-36915-9.
- mit Daniel Brandau und Tilmann Siebeneichner (Hrsg.): Militarizing Outer Space. Astroculture, Dystopia and the Cold War. London 2021 (= European Astroculture, Bd. 3), ISBN 978-1-349-95851-1.